# 米沢信用金庫

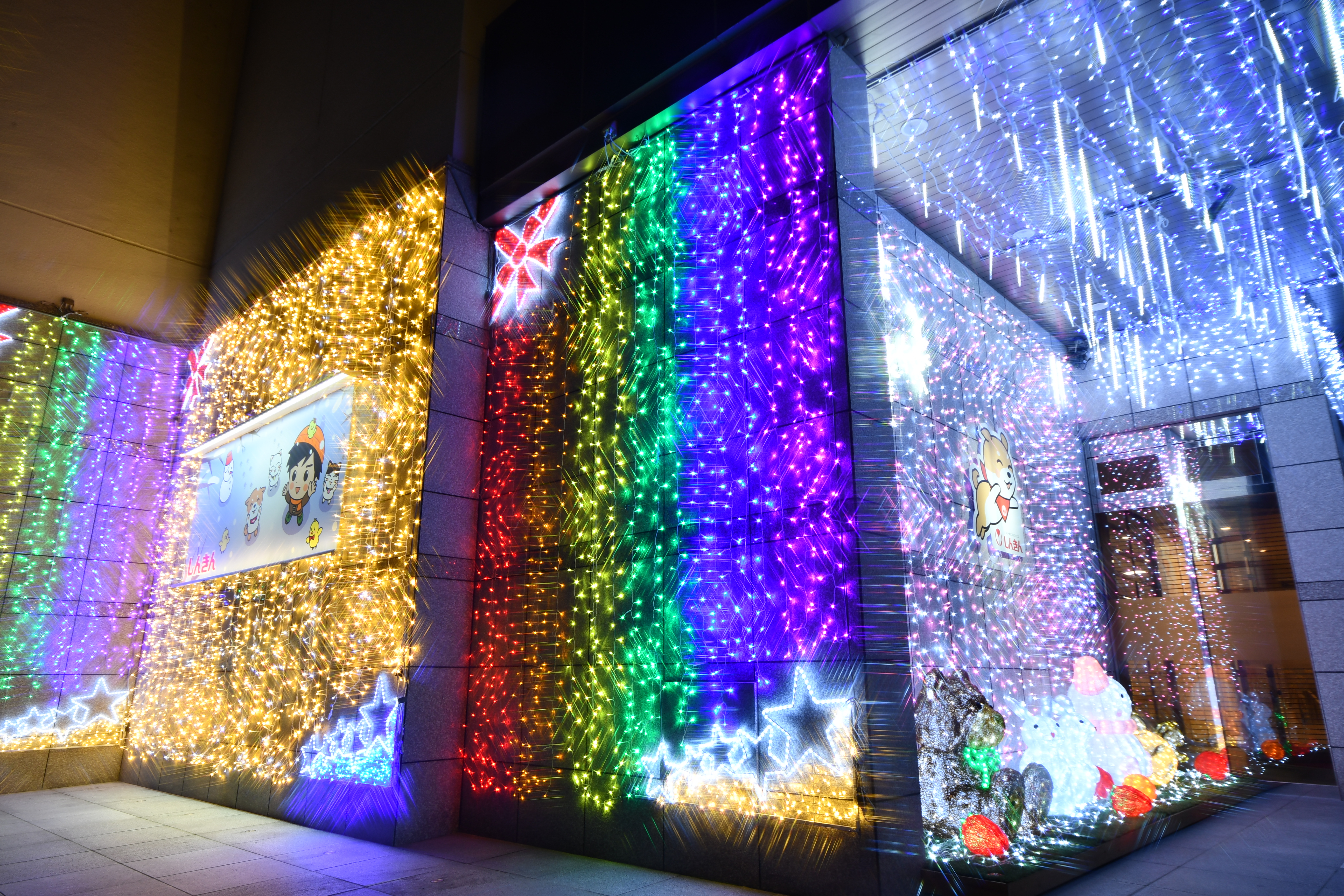
米沢信用金庫本店

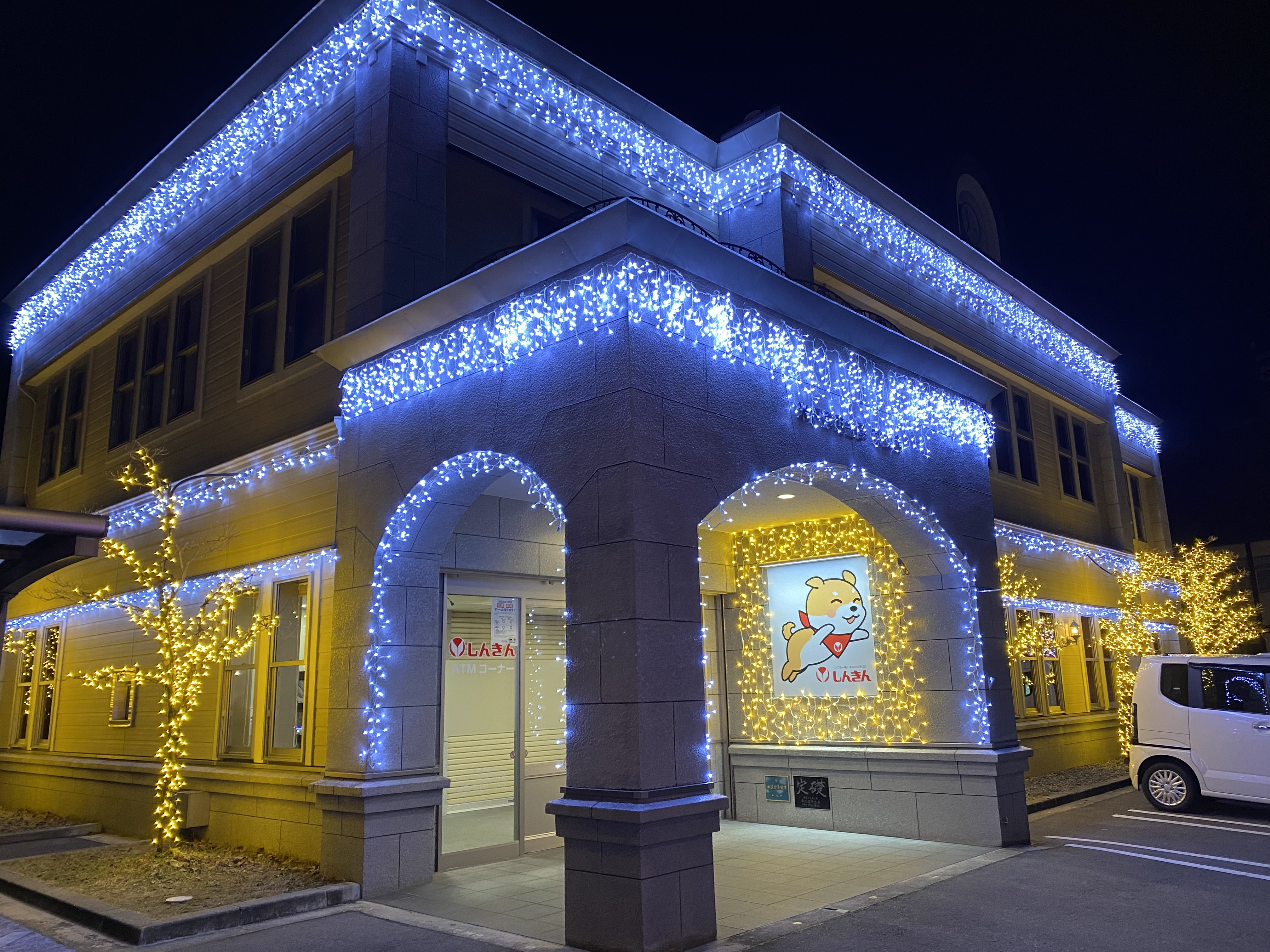
米沢信用金庫東支店

米沢信用金庫（よねざわしんようきんこ、英語：Yonezawa Shinkin Bank）は、山形県米沢市に本店を置く信用金庫である。

## 概要
山形県米沢市に本店を置く唯一の地域金融機関。置賜地方を中心に13店舗を展開し、2016年に創立90周年を迎えた。
1926年11月1日に保証責任米澤織物製造信用販売購買組合として設立され、1943年4月に市街地信用組合法の施行に則り、保証責任米澤織物製造信用組合に改組、さらに同年12月には保証責任米沢信用組合と合併し、米沢市信用組合となる。同組合の貯蓄高は600万円に達し、全国でも上位にランクインした。
終戦直後の金融機関再建整備法による試練も乗り超え、1951年5月の市街地信用組合法の信用金庫法への改正によって、同年10月に米沢信用金庫として新発足した。
1950年の繊維類の価格統制全面撤廃と、1955年頃までの黄八や絣ブームから米沢市の地場産業である米沢織（米織）は活況に沸き、資金需要が高まった。このため米織業者から米沢信金に手形が持ち込まれ、1950年代における貸出は手形割引が過半を占めた。
米沢信金は経営陣に織物実務経験者を起用し独特のノウハウを構築し、米織業界が危殆に瀕した際にも貸倒れを発生させず、業績を伸ばした。米織業界がオイルショック等で苦境に陥った際には、常に支援の手を差し伸べた。
その伝統を今も引継ぎ、リーマンショックや東日本大震災の際にも、企業の資金繰り支援や経営支援に積極的に取り組んでいる。2020年からの新型コロナによる経済危機においては、その姿勢を更に強め、新型コロナ関連融資の実行額は東北27信用金庫の中でも群を抜いている。また、信金中央金庫や県内外の信用金庫、山形県や営業エリアの市町、商工団体や地元大学とも連携が強固であり、地域活性化に向けた様々な事業を展開している。

## 沿革
- 1926年 (11月) 「保証責任米澤織物製造信用販売購買組合」として設立。
- 1943年　(4月) 市街地信用組合法に基づく「保証責任米澤織物製造信用組合」に改組。(12月)「保証責任米沢信用組合」と合併し、「米沢市信用組合」に改組。
- 1951年(10月) 信用金庫法に基づき「米沢信用金庫」となる。
- 1972年(6月) 預金100億円達成
- 1973年 (8月) 本店新築
- 1981年(4月) 高鍋信用金庫（宮崎県）と姉妹金庫盟約
- 1983年(12月) 預金高500億円達成
- 1993年(10月) 預金高1,000億円、貸出高650億円達成
- 2004年(4月)　仙台信用金庫(現在の杜の都信用金庫)と姉妹金庫盟約
- 2006年 ( 8月) 山形大学との連携協力協定調印
- 2010年  (2月) 東町通支店を南支店、駅前支店を東支店に統合
- 2012年(10月) 徳町支店を北部支店に統合
- 2013年(11月)  山形支店新築移転オープン
- 2014年(12月)　経営者塾「ビジネスクラブWith」開校
- 2015年(5月)　米沢市と「地域活性化に向けた包括連携協定」(6月)伝統文化と芸術文化振興を目的とする「松坂世紀記念財団」の運営開始　(12月) 山形県と「やまがた創生に関する連携協定」
- 2016年(2月)　創業90周年を記念し四市二町二団体に1000万円寄付　(7月) 本店リニューアルオープン　(8月)　内閣府より「産学官連携功労者表彰選考委員会特別賞」受賞
- 2017年（1月）山形信用金庫、会津信用金庫とともに山形、米沢、会津を結ぶ観光モデルコースを作り全国に発信　（11月）長井市と「地方創生連携協定」
- 2019年( 3月)　企業支援の取組が内閣府「金融機関等の特徴的な取り組み事例33選」に選ばれる。(10月) 南支店リニューアルオープン
- 2020年( 3月)  全職員に「新型コロナ特別保健手当」支給　　(4月)　四市二町に「新型コロナ対策資金1000万円」を寄付　(5月)　企業支援の取組が内閣府「金融機関等の特徴的な取り組み事例34選」に選ばれる。（7月）全役職員による地元飲食店応援キャンペーン展開　(8月) 全職員に「新型コロナ地域貢献手当」支給　(9月)　川西ダリヤ園に整備費を寄付　　(10月) 預金高1,500億円達成 　(11月)毎年開催の梯剛之ピアノリサイタルをチャリティとし、それに役職員の寄付を加え、ユニセフ、WFP、TMAT、日本赤十字、動物愛護協会、ピースウィンズジャパンへの寄付を継続事業とする。
- 2021年( 1月) 信金中央金庫のふるさと創生資金1000万円を米沢市に誘致(8月)　米沢市に公用車２台寄贈 (10月)米沢市に有機EL照明塔を寄贈　(11月)全役職員によりコロナ払拭パーティを開催し地元を応援　本店にイルミネーションを設置し街を明るくする運動展開　(12月)チャリティの寄付先にこども食堂を加える。
- 2022年( 4月)　長井市-よい仕事おこしフェア実行委員会-城南信用金庫と包括連携協定　(8月)置賜地方の豪雨災害に際し川西町、飯豊町、川西ダリヤ園に災害見舞金630万円を寄付　(9月)3年ぶりで第15回米沢信用金庫杯少年サッカー大会開催(山形県内最大規模)　(11月)　東支店にイルミネーション設置　(12月)イルミネーションフォトコンテスト開催
- 2023年　南支店、赤湯支店にイルミネ－ション設置　100本の桜の植樹開始(2026年の100周年事業)
- 2024年　(2月)能登半島地震に際し山新放送愛の事業団他に義援金寄贈(3月)北部支店にイルミネ－ション設置(4月)子ども育成資金として1000万円を米沢市に寄贈
- その他　地域を担う子ども応援プロジェクトを展開中(しんきんこども塾、子どもに伝えるクラシック、米沢信用金庫杯少年サッカー大会、こども食堂への寄付等)米沢信用金庫本店

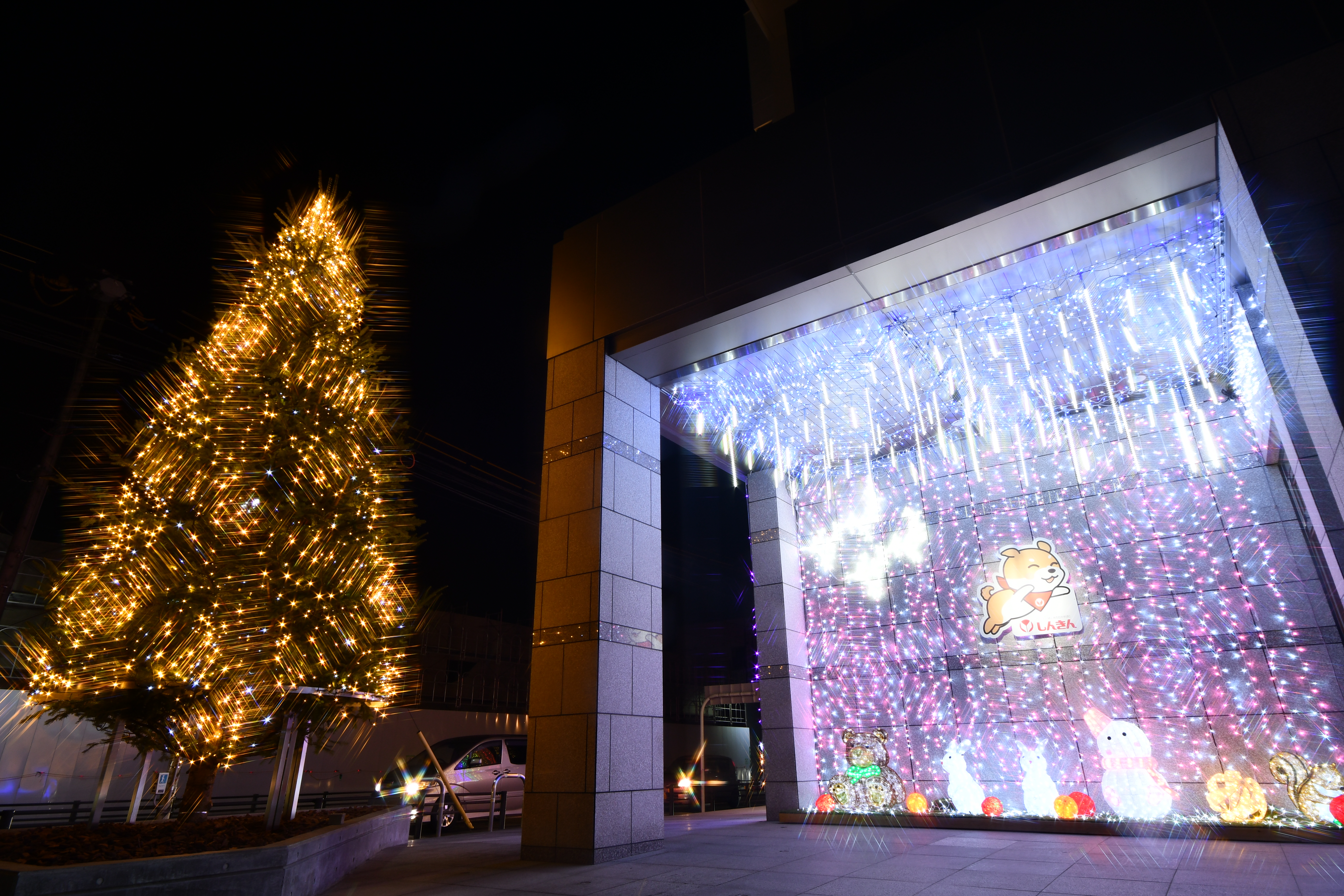
米沢信用金庫本店

## 米沢信用金庫叢書
❶ 米沢における敬師の系譜　　　　
```
   上村良作著(1970.1.31)　　
```

❷ 上杉鷹山公　　　　　　　　　
```
   今泉良吉著(1976.11.1)　
```

❸ 直江兼続伝　　　　　　　　　
```
   渡部恵吉　小野榮　
   遠藤綺一郎共著(1989.12.22)
```

❹ 上杉景勝伝　　　　　　　　　
```
   小野榮著(2001.9.29)
```

❺ 郷土が生んだ三人の日銀総裁     　    
```
   金田祐作著(2006.11.1)
```

❻ 上杉と吉良から見た赤穂事件　　
```
   青木昭博　小林輝久彦共著
   (2017.2)
```

❼　米沢と六人の武将たち(現在執筆中)
　　　遠藤　英　(2026.1予定)

## 歴代理事長
1.　高橋　廣吉　　(1943.12～1948.08)　　
2.　猪俣　政次郎　(1948.08～1966.03)
3.　種村　一郎　　(1966.03～1983.04)　　
4.　青木　厚一　　(1983.04～1995.04)
5.　岩間　弘一　　(1995.04～2004.06)
6.　種村　信次　　(2004.06～2014.06)
7.　加藤　秀明　　(2014.06～　  　　)

## totoの払い戻し店
スポーツ振興くじ(toto)当選券の払い戻し店は以下の店舗でのみ取り扱う。
- 本店
- 赤湯支店
- 長井支店
- 川西支店
- 高畠糠野目支店